# 조지 거빈
조지 거빈(George Gervin, 1952년 4월 27일 ~ )은 은퇴한 미국 프로농구 선수이다.